# Tuftsin
El tuftsin o tuftsina es un tetrapéptido (thr-lis-pro-arg) producido por el clivaje del dominio Fc de la cadena pesada de la inmunoglobulina G. Es producido principalmente en el bazo.

## Función
Su actividad biológica está relacionada primariamente con el sistema inmune Tuftsin se une a receptores específicos de la superficie de macrófagos y neutrófilos polimorfonucleares, estimulando su migración, actividad fagocitaria, bactericida y antitumoral. Además, influye en la producción de anticuerpos.

## Historia
Tuftsin fue por primera vez identificado en 1970 por los científicos Najjar y Nishioka. Fue nombrado en honor a la Universidad de Tufts, lugar de su descubrimiento.